# Carmen Velasquez
Carmen Camacho Velasquez (* 7. August 1913 in Bayambang, Pangasinan; † 16. Oktober 1994) war eine philippinische Parasitologin, die vor allem durch ihre Entdeckungen von Saugwürmern in tropischen Fischen bekannt wurde.

## Leben
Carmen Velasquez erlangte ihren Bachelor of Science an der University of the Philippines im Jahre 1934. 1937 graduierte sie zum Master of Science an der University of Michigan. 1957 promovierte sie zum Ph.D. in Parasitologie an der University of the Philippines. Von 1958 bis 1963 war sie Gastprofessorin an der University of Maryland. Velasquez entdeckte 32 Arten aus 13 Familien und eine neue Gattung von Digenea in philippinischen Speisefischen, zwei Arten in Vögeln und drei Arten in Säugetieren. Darüber hinaus beschrieb sie drei Arten aus der Klasse der Hakensaugwürmer, die an Meeresfischen parasitieren sowie acht Lebenszyklen von Digenea und drei von Saugwürmern im Darm von Süßwasser- und Meeresfischen. 1963 entdeckte sie im Darm eines philippinischen Mannes aus Ilocos Sur die Fadenwurmart Capillaria philippinensis, die als Verursacher der Capillariasis-Parasitose gilt. 
Neben 92 wissenschaftlichen Papieren ist Digenetic Trematodes of Philippine Fishes das bekannteste Buch von Velasquez.

## Auszeichnungen
Für ihre Leistungen wurde Velasquez mehrfach ausgezeichnet, darunter 1965 mit der Distinguished Service Medal und dem Ehrendiplom der Republik der Philippinen, mit dem John Simon Guggenheim Memorial Foundation Fellowship von 1957 bis 1958 und im Jahre 1963, dem UP Alumni Association Professional Award im Jahre 1973, dem National Science Development Board für herausragende Publikationen in den Jahren 1972 und 1973 und eine Auszeichnung als herausragende Frau in den Wissenschaften der Philippinen auf der 9. Unesco-Bienniale-Konferenz im Jahre 1975. 1983 wurde sie von Ferdinand Marcos zur Nationalwissenschaftlerin der Philippinen ernannt.